# Nick Ball
Nick Ball est un boxeur britannique né le 28 février 1997 à Liverpool en Angleterre.

## Carrière professionnelle
Passé professionnel en 2017, il devient champion du monde des poids plumes WBA après sa victoire aux points contre Raymond Ford le 1er juin 2024.